# Austrolimnophila (Archilimnophila) unica
Austrolimnophila (Archilimnophila) unica is een tweevleugelige uit de familie steltmuggen (Limoniidae). De soort komt voor in het Palearctisch en Nearctisch gebied.